# Gare d’Hargicourt - Pierrepont
Gare d’Hargicourt - Pierrepont vasútállomás Franciaországban, Hargicourt településen.

## Vasútvonalak
Az állomást az alábbi vasútvonalak érintik:
- Ormoy-Villers-Boves-vasútvonal

## Kapcsolódó állomások
A vasútállomáshoz az alábbi állomások vannak a legközelebb:
- Gare de Montdidier
- Gare de Moreuil